# Joanna Skrzydlewska

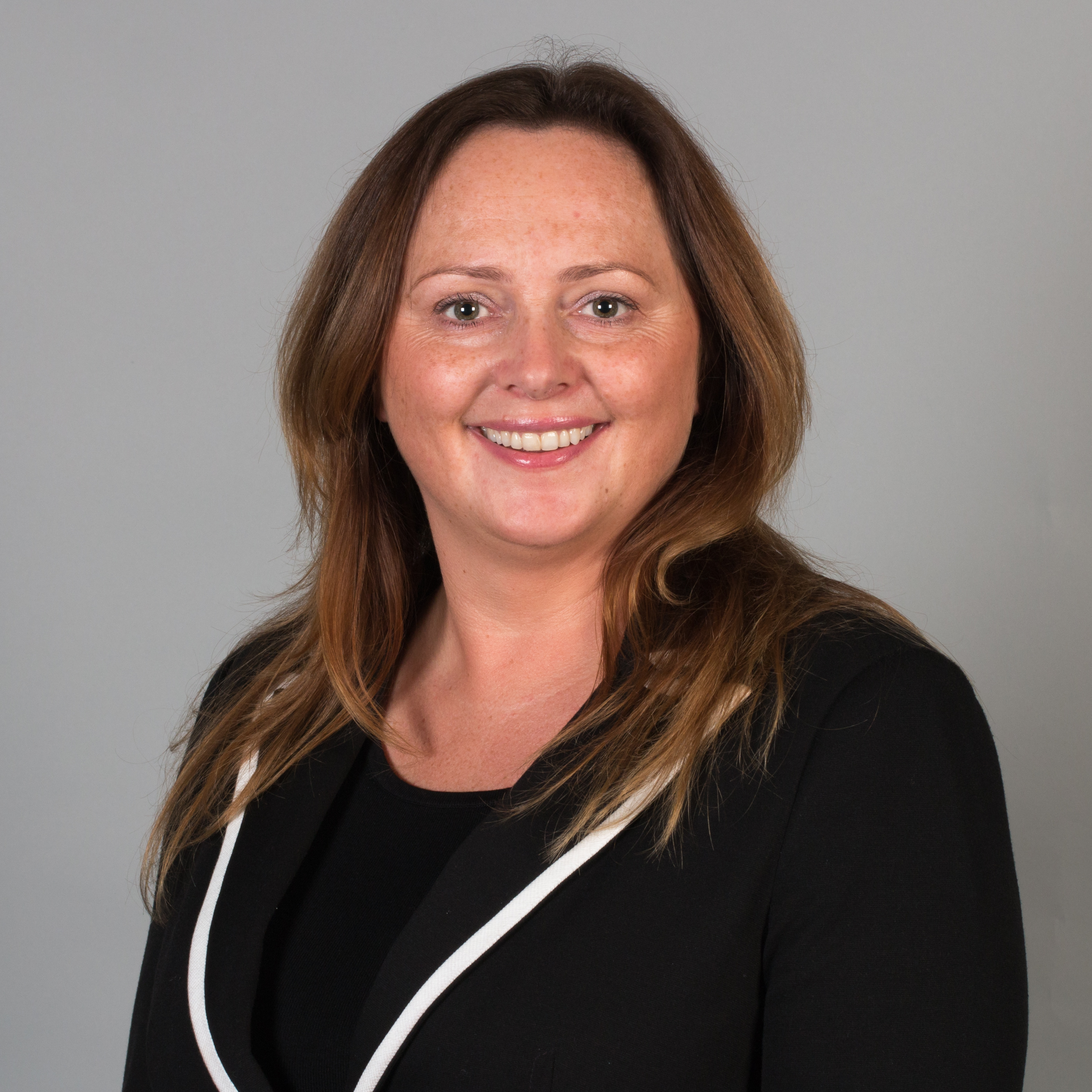
Joanna Katarzyna Skrzydlewska 2014

Joanna Katarzyna Skrzydlewska (* 17. Februar 1977 in Łódź) ist eine polnische Politikerin der Platforma Obywatelska (Bürgerplattform). Sie war Mitglied des polnischen Sejms (2005–2009) und Mitglied des Europäischen Parlaments (2009–2014).

## Leben
Joanna Skrzydlewska besuchte das Katholische Gymnasium Johannes Paul II. in Łódź. Anschließend studierte sie an der Universität Łódź Wirtschaft und schloss ihr Studium mit einem Diplom ab. Weiterhin besuchte sie die Diplomatische Akademie des polnischen Außenministeriums. Beruflich war Joanna Skrzydlewska im Betrieb der Familie beschäftigt.
2003 wurde sie unter anderem Mitarbeiterin der Stadt Łódź, wo sie Vizedirektor Werbung, Tourismus und internationale Zusammenarbeit war. Im Jahr 2005 trat sie zu den Parlamentswahlen an und konnte mit 11.822 Stimmen ein Mandat für den Sejm erringen. Dort arbeitete sie in den Kommissionen für Sport und öffentliche Finanzen. Weiterhin war sie Mitglied der Kommission für Familie und Frauenrechte sowie der Kommission für Europaangelegenheiten. Bei den vorgezogenen Parlamentswahlen 2007 trat sie erneut im Wahlkreis 9 Łódź an. Mit 33.835 Stimmen konnte sie wieder in den Sejm einziehen. Weiterhin arbeitet sie in den Kommissionen für Sport und Europaangelegenheiten. Bei den Europawahlen 2009 trat Joanna Skrzydlewska erfolgreich für einen Sitz an. Damit endete zum 10. Juni 2009 ihre Mitgliedschaft im polnischen Sejm.